# St. Michael (Kettershausen)

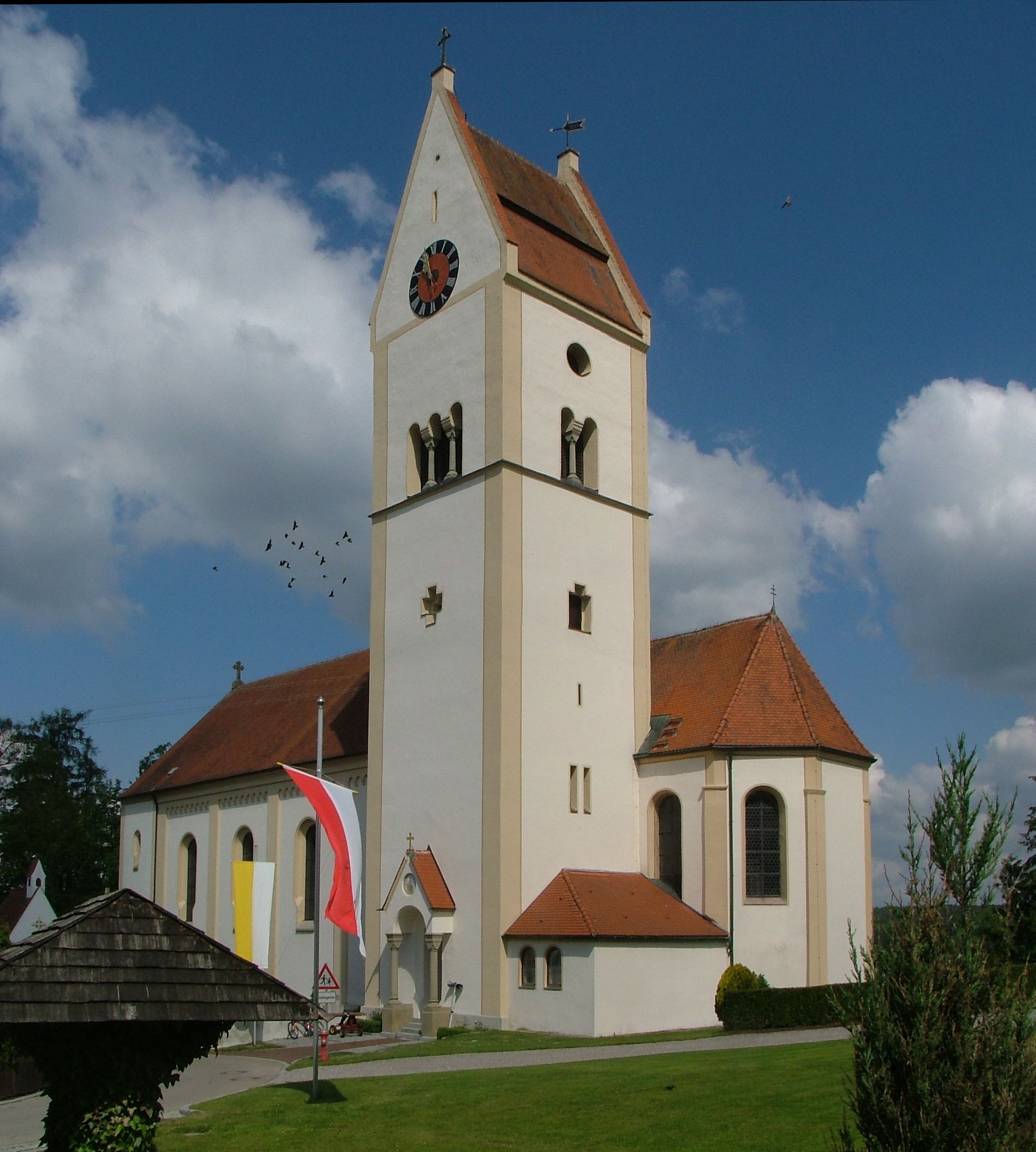
Kirche St. Michael in Kettershausen

Die katholische Pfarrkirche St. Michael befindet sich in Kettershausen im Landkreis Unterallgäu in Bayern. Die Kirche steht unter Denkmalschutz.

## Geschichte
Der spätgotische Kirchturm stammt aus der Zeit um 1500. Der ursprünglich aus der gleichen Zeit stammende Chor der Kirche wurde in den Jahren 1855–1859 durch Hugo von Kern in neuromanischem Stil völlig umgestaltet.

## Baubeschreibung
Die Kirche ist ein flachgedeckter Saalbau mit Lisenengliederung. An der Westseite befindet sich eine doppelte Empore. An das Langhaus schließt sich der stark eingezogene, dreiseitig geschlossene Chor an. An beiden Seiten des Chores befinden sich Oratorien mit Dreifacharkaden. Im Chor befindet sich eine Stichkappentonne. Diese befindet sich über von Viertelsäulen flankierten Wandvorlagen. Die Außenfassade des Langhauses ist durch Lisenen und Rundbogenfriese gegliedert. Eine von Johann Riedmiller 1858 geschaffene Relieffigur Christi befindet sich in der westlichen Vorhalle im Tympanon.

## Ausstattung

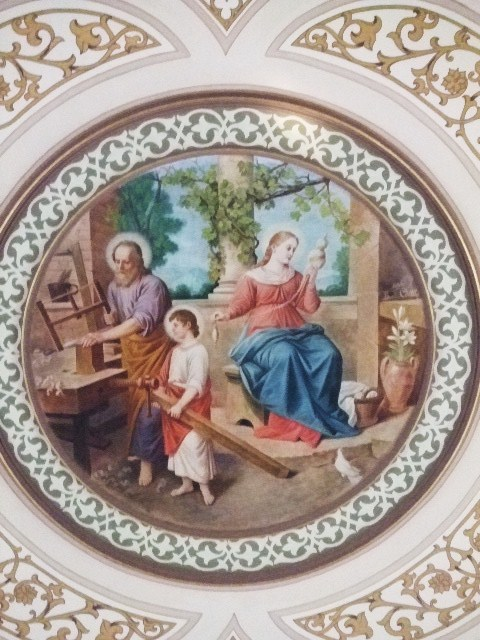
Deckenfresko

Die Kirche besitzt eine neuromanische Ausstattung, die um 1858 geschaffen wurde. Si geht auf Entwürfe von Thomas Guggenberger zurück. Der Hochaltar enthält eine Kreuzigungsgruppe aus den Jahren 1720/30. Die Assistenzfiguren des Hochaltares stammen aus der gleichen Zeit. Auf dem rechten Seitenaltar befindet sich eine geschnitzte Muttergottes von 1510/20. Die Muttergottes ist eine Ulmer Arbeit aus dem Umfeld von Gregor Erhart.
Die Fresken im Chor wurden 1858/59 von Thomas Guggenberger, im Langhaus 1896 von Basilio Coletti geschaffen. Sie zeigen Szenen aus dem Alten und Neuen Testament.